# Condado de DeKalb (Misuri)
El condado de DeKalb (en inglés: DeKalb County), fundado en 1845, es uno de 114 condados del estado estadounidense de Misuri. En el año 2000, el condado tenía una población de 11,597 habitantes y una densidad poblacional de 11 personas por km². La sede del condado es Maysville. El condado recibe su nombre en honor al general revolucionario Johann DeKalb.

## Geografía
Según la Oficina del Censo, el condado tiene un área total de 1103 km² (425,9 mi²), de la cual 1099 km² (424,3 mi²) es tierra y 4 km² (1,5 mi²) (0.37%) es agua.

### Condados adyacentes
- Condado de Gentry (norte)
- Condado de Daviess (este)
- Condado de Caldwell (sureste)
- Condado de Clinton (sur)
- Condado de Buchanan (suroeste)
- Condado de Andrew (oeste)

## Demografía
Según la Oficina del Censo en 2000, los ingresos medios por hogar en el condado eran de $31,654, y los ingresos medios por familia eran $28,434. Los hombres tenían unos ingresos medios de $20,207 frente a los $12,687 para las mujeres. La renta per cápita para el condado era de $10.80. Alrededor del 10.80% de la población estaban por debajo del umbral de pobreza.

## Transporte

### Carreteras principales
- Interestatal 35
- U.S. Route 36
- U.S. Route 69
- U.S. Route 169
- Ruta de Misuri 6
- Ruta de Misuri 31
- Ruta de Misuri 33

## Localidades
| - Amity - Cameron - Clarksdale | - Fairport - Maysville - Osborn | - Stewartsville - Union Star - Weatherby |

### Municipios
- Municipio de Adams